# Déclaration du palais de Saint-James
La déclaration de Saint-James est une déclaration signée le 12 juin 1941 par les membres d’une conférence ayant lieu durant la Seconde Guerre mondiale, à Londres, entre 1941 et 1942. Elle pose les bases de l'idée d’une juridiction internationale, idée qui sera concrétisée par la création du tribunal de Nuremberg et du tribunal de Tōkyō.

## La conférence de Saint-James
Les représentants de huit gouvernements en exil, ainsi que ceux du Comité national français, se réunissent au palais St. James, à Londres, pour une « conférence interalliée pour la punition des crimes de guerre ».
Lors de cette conférence, ils affirment « leur volonté de poursuivre, de rechercher, de juger et de condamner les criminels, sans distinction d’origine, et de veiller à l'exécution des sentences dans le cadre d’une juridiction internationale ». Ils demandent que « la guerre ait pour but principal, entre autres, de châtier les coupables, de ces crimes contre l’humanité, quel que soit le degré de responsabilité des auteurs ».
À la suite de la Première Guerre mondiale, on avait exprimé, dans le traité de Versailles notamment, la volonté de juger les criminels de guerre. Les membres de la conférence, reprenant l'idée du jugement, veulent également s’assurer de la réalisation de cette volonté. Ils ont donc dans l'idée de mettre au point la « juridiction internationale », élaborant le cadre des futurs procès, durant la guerre elle-même, et non à la fin.
À la fin de la conférence, le 13 janvier 1942, les représentants signent une déclaration reprenant leurs souhaits et volontés à ce sujet-là : c’est la déclaration de Saint-James.
Le 8 août 1942, les gouvernements des États-Unis et de la Grande-Bretagne proposent la création de la Commission des crimes de guerre des Nations unies, afin de permettre la réalisation des objectifs de la déclaration qu'ils ont entretemps adoptée.

## Signataires
- Belgique
- France libre
- Royaume de Grèce
- Luxembourg
- Norvège
- Pays-Bas
- État secret de Pologne
- Gouvernement provisoire tchécoslovaque
- Royaume de Yougoslavie